# Mallinella debeiri
Mallinella debeiri là một loài nhện trong họ Zodariidae.
Loài này thuộc chi Mallinella. Mallinella debeiri được Robert Bosmans & van Hove miêu tả năm 1986.